# Рясна (агрогородок)
Рясна (бел. Расна) — агрогородок в Каменецком районе Брестской области Беларуси. Центр Ряснянского сельсовета. Население — 779 человек (2019).

## География
Рясна находится на западе Беларуси, в 4 км к северо-востоку от города Высокое. С запада к агрогородку примыкает село Оберовщина, в 7 километрах к западу проходит граница с Польшей. Агрогородок стоит на левом берегу реки Пульва. Через село проходит автодорога Оберовщина — Войская — Каменец, ещё одна дорога ведёт в Высокое. Ближайшая ж/д станция Высоко-Литовск на линии Брест — Белосток расположена в соседней Оберовщине. Ранее различали населённые пункты Рясна и Новая Рясна, однако в конце XX века они официально были слиты в один, в переписи населения 2009 и 2019 годов Новая Рясна уже не упомянута.

## История
Рясна впервые упоминается в Литовской метрике за 1440—1498 года, как село записанное в 1466 году великим князем литовским за Тречевичами. В начале XVI века имение принадлежало Игнатию Никитиничу, позднее им владели Йодко, Хлевицкие и Войны.
В середине XVI века имение принадлежало Лаврину Войне, в это время в Рясне уже имелась церковь св. Ильи Пророка. От Лаврина Рясна перешла его сыну Андрею, а у сына Андрея Лукаша в середине XVII века имение выкупил воевода витебский Павел Сапега. Затем поместье перешло по наследству его сыну Бенедикту, а затем внуку — Михаилу. При Михаиле Сапеги в имении был построен деревянный усадебный дом. В 1722 году Рясну у Михаила Сапеги купил Юзеф Матушевич.
С середины XVI века село административно входило в состав Берестейского повета Берестейского воеводства Великого княжества Литовского.
В 1744 году Юзеф пригласил в Рясну монахов из ордена мариан, которые построили на берегу реки Пульвы в километре к югу от современного села Рясна свой монастырь и костёл св. Анны при нём. После Юзефа имением владел его сын Марцин Матушевич, государственный деятель Великого княжества Литовского, поэт и писатель. В 1765 году в имении родился сын Мартина Тадеуш Матушевич, ставший впоследствии министром финансов Царства Польского.
После третьего раздела Речи Посполитой (1795) Рясна в составе Российской империи, принадлежала Брестскому уезду Гродненской губернии.
В первой четверти XIX века Матушевичи построили в имении протестантский храм в стиле классицизм. В 1849 году собственниками поместья стали представители рода Грабовских, которые выстроили новую усадьбу на месте обветшавшей усадьбы Сапег. Центром усадьбы был одноэтажный каменный усадебный дом, помимо него Грабовские выстроили несколько хозяйственных построек и заложили пейзажный парк. Протестантский храм Грабовские переделали в фамильную усыпальницу.
В связи с участием монахов-мариан и прихожан рясненского католического прихода в восстании 1863 года в 1868 году монастырь и храм св. Анны были закрыты, а в зданиях монастыря разместилась семинария. В середине XIX века в селе действовала православная церковь Михаила Архангела.
Согласно Рижскому мирному договору (1921) местечко вошло в состав межвоенной Польши, где принадлежало Брестскому повету Полесского воеводства. Католический монастырь был возвращён монахам-марианам, в 1938—1939 годах его настоятелем служил Ежи Кашира, убитый впоследствии фашистами и беатифицированный, как мученик. С 1939 года Рясна в составе БССР, монастырь с приходом советской власти вновь был закрыт.
После окончания Великой Отечественной войны руины монастыря мариан и католической церкви св. Анны, которые сильно пострадали в ходе боевых действий, были разобраны. Также была разобрана православная церковь Михаила Архангела.
В 1990-е годы был построен новый православный храм на месте старого.

## Культура
- Дом культуры

## Достопримечательности
- Бывший кальвинийский сбор (Протестантский храм начала XIX века, позднее функционировавший, как усыпальница Грабовских)[3], ул. Юбилейная, 1 —  Историко-культурная ценность Республики Беларусь, шифр 113Г000723
- Фрагменты бывшей усадьбы Грабовских. Усадебный дом не сохранился, от усадьбы остались несколько заброшенных хозпостроек.
- Место бывшего монастыря мариан. Здания монастыря и монастырской церкви сильно пострадали в войну и были разобраны. Сохранились лишь фрагменты фундамента.
- Православная церковь св. Михаила Архангела (1997). Построена в конце XX века на месте старого храма, разобранного после войны.

## Галерея

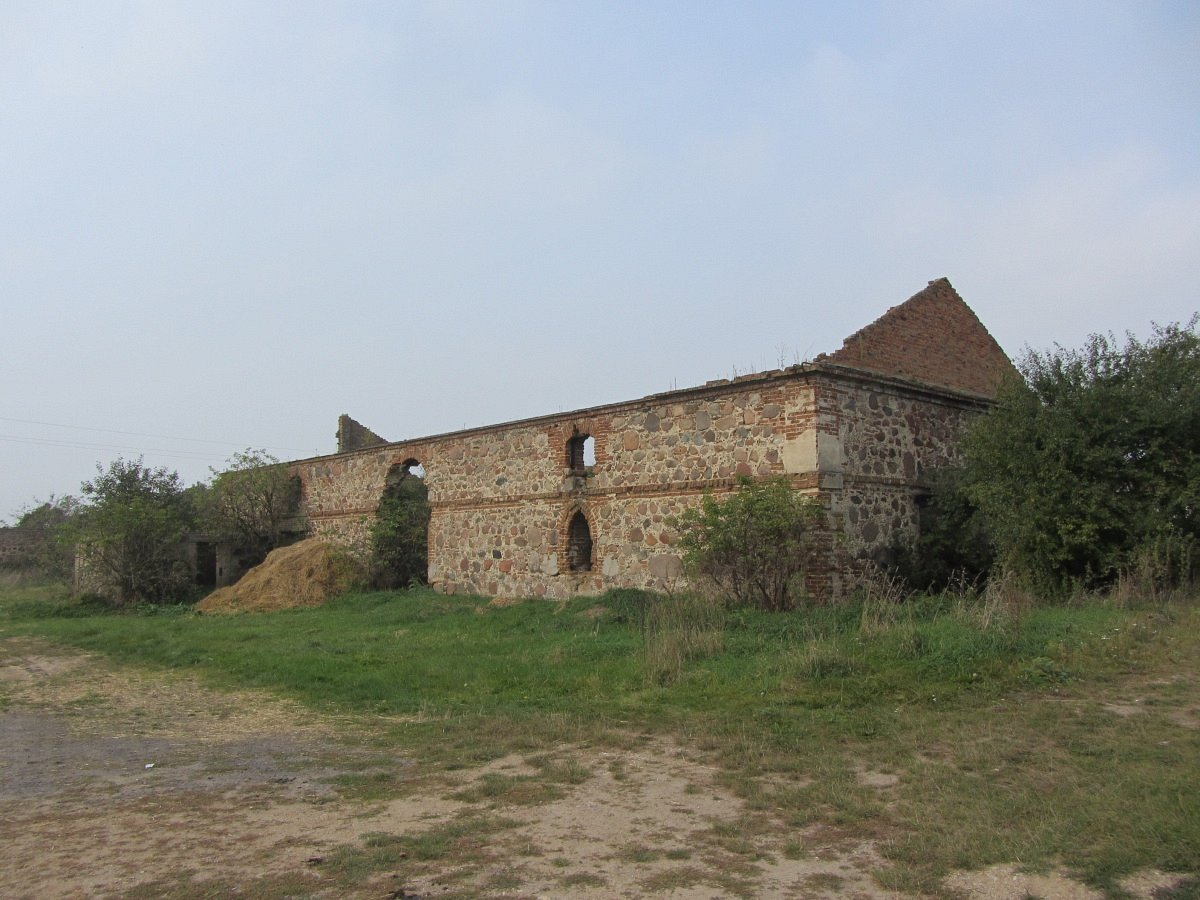
Руины хозпостройки усадьбы Грабовских